# Karaindash

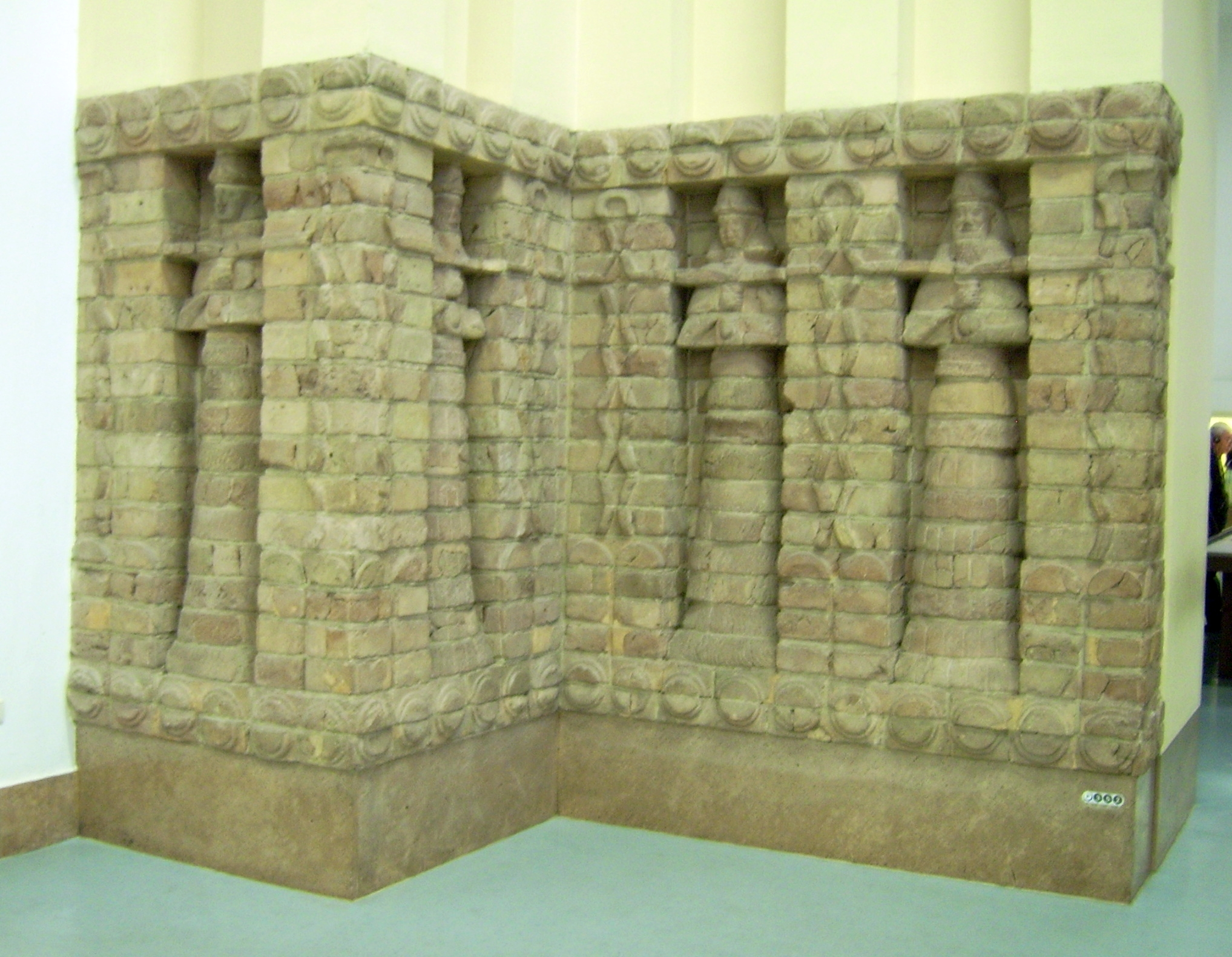
Frontal del templo de Karaindash en Uruk
Museo de Pérgamo.Berlín

Karaindash fue un rey de la dinastía casita de Babilonia. Reinó en el siglo XV a. C.
En una inscripción se refiere a sí mismo como «rey de la ciudad de Babilonia», «rey de Sumer y de Akkad», «rey de los casitas» y «rey de Karduniash». Es la primera vez que se menciona a Karduniash, que era el nombre que los casitas daban a Babilonia, y como se le mencionaba en los documentos egipcios, hititas y sirios.
Durante su reinado prosiguen las hostilidades fronterizas con Asiria, iniciadas ya en tiempos de su antecesor Burna-Buriash I, a finales del siglo XVI a. C. Las hostilidades terminaron momentáneamente con un acuerdo de fijación de fronteras con el rey asirio Assur-bel-nisheshu
, y un juramento solemne de ambos en las fronteras de sus estados. También mantuvo relaciones amistosas con Egipto, intercambiando embajadas con Tutmosis III.
Los documentos atestiguan su actividad como constructor de templos y protector de la ciudad de Uruk.